# Tratado de Chernomen
El Tratado de Chernomen (en búlgaro: Черноменски договор) fue un tratado entre el Imperio búlgaro y el Imperio bizantino firmado el 13 de mayo de 1327 por Miguel Shishman y Andrónico III Paleólogo. El tratado fue seguido por varios otros acuerdos.

## Antecedentes

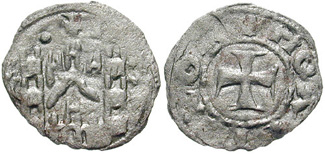
Moneda de Andrónico III.

A principios de 1327 Bulgaria se involucró en la tercera y última etapa de la Guerra civil bizantina de 1321–1328 entre Andrónico II y su nieto Andrónico III. A pesar de la inconsistente política serbia en su ayuda, el viejo emperador logró negociar el apoyo del rey de Serbia, Esteban Dečanski que instaba a Andrónico III a reforzar sus relaciones con el emperador de Bulgaria. Miguel Shishman, que luchó contra Andrónico III tres años antes, estaba interesado en ayudar, porque estaba en tensas relaciones con Serbia después de su divorcio con Ana Neda y estaba preocupado por el matrimonio de Esteban Dečanski con la prima del viejo emperador María Paleóloga.

## Tratado

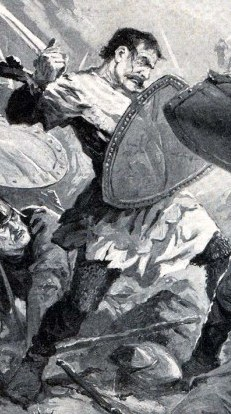
Zar Miguel III de Bulgaria

Miguel Shishman y Andrónico III se reunieron en Chernomen en la frontera búlgaro-bizantina en mayo de 1327. Dado que las negociaciones supuestamente eran secretas, se utilizó por pretexto el deseo de la emperatriz bizantina Rita de Armenia para reunirse con su hija Teodora Paleóloga, a quien no veía desde hacía 23 años y Andrónico III estaba supuestamente ansioso por ver a su hermana también. Juan Cantacuceno, quien estuvo presente durante las negociaciones, intencionalmente oculto su verdadero propósito y lo describió como una reunión privada entre parientes y sólo escribe unos ocho días de regocijo y fiestas.
Sin embargo, durante esos ocho días los emperadores se reunieron varias veces en privado u oficialmente con sus delegaciones. Finalmente llegaron a un acuerdo de ayuda mutua contra sus enemigos. Miguel Shishman tenía que ayudar contra Andrónico II, mientras que el joven emperador se vio obligado a ayudar a Miguel Shishman contra el rey de Serbia. También se acordó que en caso de que Andrónico III se convertía en único emperador, él tenía que ceder varios territorios fronterizos a Bulgaria y una gran cantidad de dinero como dote. El tratado fue firmado sin mayores obstáculos ya que ambas partes tenían un claro interés en la alianza - Miguel Shishman quería una reconquista de Macedonia, mientras que Andrónico III se estaba preparando para el enfrentamiento final con su abuelo.

## Consecuencias
Con el respaldo del tratado, cuando las hostilidades se reanudaron en el otoño de 1327, Andrónico III fue capaz de someter rápidamente a Macedonia y en enero de 1328 capturó Tesalónica, la segunda ciudad más importante del Imperio bizantino. Sorprendido por la rápida victoria de su aliado, Miguel Shishman ofreció ayuda a Andrónico II a cambio de la entrega de todos los territorios fronterizos y dinero. Él envió 3.000 hombres a caballo bajo el mando de Iván el Ruso para protegerlo, pero su verdadera intención era capturar al viejo emperador y a Constantinopla. Después de la intervención de Andrónico III, sin embargo, el plan falló y el destacamento búlgaro regresó a su hogar.
Después de varias campañas de enfrentamientos sin batallas campales y acusaciones mutuas por no respetar el Tratado de Chernomen, Miguel Shishman y Andrónico III renegociaron la paz en octubre de 1328. Los búlgaros acordaron no tomar el territorio y recibieron grandes cantidades de dinero. Como las relaciones entre Bulgaria y Serbia se estaban deteriorando y los dos países se encontraban en el curso de la guerra, Miguel Shishman y Andrónico III organizaron una reunión final en Krimni entre Sozopol y Anquialo a principios de 1329 y acordaron una paz «duradera y eterna alianza». Ellos estuvieron de acuerdo en atacar a Serbia, pero el ejército búlgaro fue derrotado en la batalla de Velbazhd el 28 de julio de 1330 y Miguel Shishman fue mortalmente herido y murió. Cuando las noticias del desastre llegaron a Andrónico III, él abandonó la campaña contra Serbia y se volvió contra Bulgaria, pero sufrió una derrota en Rusokastro.